# Centre technique de l'industrie du bois et de l'ameublement
Le Centre technique de l'industrie du bois et de l'ameublement (CETIBA) est un centre technique tunisien placé sous la tutelle du ministère de l’Industrie, de l’Énergie et des Mines.
Le CETIBA est créé par arrêté du ministre de l’Industrie, en date du 29 février 1996, à la demande de la profession et conformément à la loi n°94-123 du 28 novembre 1994 relative aux centres techniques dans des secteurs industriels. Il commence ses activités la même année.